# Emerse Faé
Emerse Faé (Nantes, 24 de janeiro de 1984) é um ex-jogador de futebol costa-marfinense que atuava como meio-campista. Atualmente é o treinador da Seleção Marfinense. 

## Carreira
Defendeu a Costa do Marfim e no Campeonato Francês pelo clube OCG Nice.

## Títulos como treinador
Seleção Marfinense
- Campeonato Africano das Nações: 2023

### Prêmios individuais
- Melhor Treinador do Campeonato Africano das Nações: 2023